# یونیون بنک
یونیون بنک (انگلیسی: Union Bank) شرکت خدمات مالی و بانکداری آمریکایی است، که در سال ۱۸۶۴ تأسیس شد.